# Egidio dall'Oglio
Pour les articles homonymes, voir dall'Oglio.
Egidio dall'Oglio  (baptisé à Cison di Valmarino le 26 septembre 1705, où il est mort le 19 octobre 1784) est un peintre italien du XVIIIe siècle qui fut actif en Vénétie.

## Biographie
Egidio dall'Oglio a surtout réalisé des œuvres à thème religieux et a diffusé dans la région Frioul-Vénétie Julienne le style de Giovanni Battista Piazzetta.

## Œuvres
- I cinque sensi (Les cinq sens),
- San Domenico,

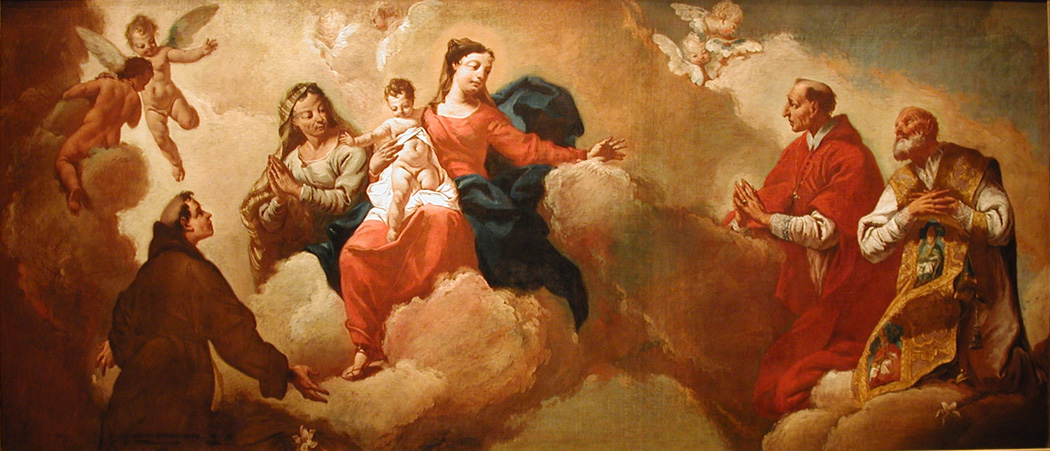

- Arcangelo Michele (fresque), église San Vito, Cison di Valmarino.
- San Filippo Neri (tableau), église San Vito, Cison di Valmarino.
- Fresques, église de San Martino, Château de Cison di Valmarino
- Fresques, église paroissiale de Cison di Valmarino.
- Retable, église San Matteo, Revine.
- Fresques, oratoire église San Gottardo, Mura, frazione de Cison di Valmarino
- Fresques, église dei Santi Giacomo e Filippo, Rolle, frazione de Cison di Valmarino
- Vierge en peine et Jésus couronné d'épines (tondi), Temple della Beata Vergine delle Grazie.